# 東京飛行機製作所
東京飛行機製作所（とうきょうひこうきせいさくしょ）は、かつて存在した日本の航空機メーカー。東京航空とは別会社。同名の会社に国産機初の飛行実験に成功したパイロット奈良原三次が東京新宿角筈の十二社に設立した東京飛行機製作所があったが、短期間で倒産した。
- 立川飛行機製作所の系列会社で、東京飛行場（羽田飛行場）の航空機整備を行っていた。
- 1941年（昭和16年）、東京府が都市計画事業として調布飛行場を開場し三鷹村大沢の隣接地に東京飛行機製作所調布工場を建設、約2000人の工員が九五式三型練習機を製造。
  - 後に倉敷紡績傘下になり倉敷飛行機会社と改称。
- 1945年（昭和20年）、中島飛行機を中心に第一軍需工廠の創設で吸収され、直近の中島飛行機三鷹製作所の分工場となる。
  - 太平洋戦争末期には空襲を避けて工員と共に群馬県に疎開、調布工場は休眠状態で敗戦を迎える。
- 終戦後、連合国軍の進駐を受けて接収され、主に倉庫として使用された。
- 昭和36年頃、用地の一部が返還され、航空宇宙技術研究所の分室となった。